# Latrine améliorée à fosse ventilée
 (août 2022).
Pour les articles homonymes, voir Laa (homonymie).
Une latrine améliorée à fosse ventilée est un type de latrine dérivé de la latrine à fosse simple et destiné à pallier les limitations de celle-ci, en particulier les problèmes de mauvaises odeurs et des mouches. Pour cela, une ventilation est ajoutée et certaines règles sont ajoutées pendant la construction.
On trouve également le nom de latrine améliorée à fosse auto-ventilée ou LAA en abrégé, mais l'acronyme anglais VIP est également très souvent utilisé, abrégé de Ventilated Improved Pit latrine.
Pour fonctionner correctement, une telle latrine doit avoir :
- Un tuyau de ventilation au-dessus de la fosse, d'un diamètre d'au moins 10 cm, équipé d'un grillage anti-mouche à son sommet ;
- Un intérieur relativement sombre ;
- Un intérieur suffisamment ventilé.

L'intérieur sombre permet d'assurer la ventilation à sens unique, depuis la cabine vers la fosse et vers le tuyau de ventilation, réduisant ainsi les odeurs. Les mouches, attirées par la lumière, montent dans le tuyau mais restent bloquées par la grille supérieure, et meurent ainsi. L'alternative serait un siphon hydraulique, mais celui-ci requiert une quantité minimale d'eau pour fonctionner.
Ce système présente l'inconvénient de requérir un intérieur sombre, peu pratique, et un entretien plus fréquent que pour une latrine à fosse simple, notamment pour nettoyer le grillage.

## Source
Elizabeth Tilley, Ulrich Lukas, Christoph Lüthi, Philippe Reymond, Roland Schertenleib et Christian Zurbrügg, Compendium des systèmes et technologies d'assainissement, Dübendorf,
Suisse, Eawag : Institut de Recherche de l’Eau du Domaine des EPF, Département Eau,
Assainissement et Déchets Solides pour le Développement (Sandec), 2016 (ISBN 978-3-906484-60-0, OCLC 957385596, lire en ligne [PDF])